# 250-es busz (Budapest)
A budapesti 250-es jelzésű autóbusz a Kelenföld vasútállomás és a Savoya Park között közlekedik. A járatot az ArrivaBus üzemelteti.

## Története
A 250-es busz 2004. november 22-én indult a Kosztolányi Dezső tér és Budafok, Törley tér között, a 41-es és 150-es buszok összekötésével.
2008. szeptember 6-án az autóbusz vonalát meghosszabbították a Savoya Parkig, 250A jelzéssel pedig betétjárata indult a Savoya Park és az Arany János utcai lakótelep között.
2008 nyarán és őszén egy ideig a Hosszúréti-patak feletti híd lezárása miatt a buszok két külön szakaszon jártak: a Kosztolányi Dezső tér és az Ady Endre út, illetve az Ady Endre út és a Törley tér (szeptember 6-ától a Savoya Park) között.
2009. augusztus 22-én a 250-es (és a 150-es) Kosztolányi Dezső téri végállomását áthelyezték a Fehérvári úthoz, ezzel kapcsolatot teremtve a 4-es, 18-as, 41-es és 47-es villamossal, valamint könnyebb eljutást biztosítva a Fehérvári úti Vásárcsarnokhoz és a Rendelőintézethez. Ezen kívül az útvonala is változott: a Fehérvári út felé a Hamzsabégi út helyett a Nagyszőlős utcán át jár.
2014. március 29-étől, a 4-es metró átadása után a 250-es busz csak Kelenföld vasútállomásig közlekedik, Újbuda-központig az új 258-as és 258A busz közlekedett, a 250A járat megszűnt. 2015 márciusában a 258-as útvonala módosult, így Kelenföld vasútállomás és a Városház tér között a 250-es busz útvonalán közlekedett; Újbuda-központhoz az alapjárattá változott 252-es busz (korábban 258A) járt.
2016. június 6-ától a 250-es busz Törley térig közlekedő betétjáratai a 250B jelzéssel közlekednek.
2018. október 3-ától Kelenföld vasútállomás felé a Jogar utcánál is megáll.

## Járművek
A vonalon Ikarus 263 autóbuszok, majd 2007-től Alfa Localók közlekedtek. A 2008-as paraméterkönyv bevezetésekor MAN SL 223 buszok kezdtek járni a Localok mellett a vonalon. 

2009. április 1. és április 7. között a 250-esen Ikarus 260 és alacsony padlós Ikarus 412 autóbuszok jártak, műszeres utasszámlálás miatt. Egy 412-es ezalatt ki is gyulladt a vonalon.

## Útvonala
| Savoya Park felé |
| Kelenföld vasútállomás M vá. – Zelk Zoltán út – Péterhegyi út – Egér út – Péterhegyi út – Horogszegi határsor – Tordai út – Tegzes utca – Remete utca – Arany János utca – Regényes utca – Kiránduló utca – Kertész utca – Gádor utca – Mező utca – Ferenc utca – Pannónia utca – Tóth József utca – Mária Terézia utca – Leányka utca – Kitérő út – Szerémi út – Feltáró út – Savoya Park vá. |
| Kelenföld vasútállomás felé |
| Savoya Park vá. – Feltáró út – Leányka utca – Kossuth Lajos utca – Tóth József utca – Temető utca – Mező utca – Gádor utca – Kertész utca – Falka utca – Arany János utca – Remete utca – Tegzes utca – Tordai út – Horogszegi határsor – Péterhegyi út – Egér út – Péterhegyi út – Zelk Zoltán út – Kelenföld vasútállomás M vá.                                                              |

## Megállóhelyei
Az átszállási kapcsolatok között az azonos útvonalon, de csak Kelenföld vasútállomás és a Savoyai Jenő tér között közlekedő 250B busz nincs feltüntetve.
| 0  | Kelenföld vasútállomás M végállomás | 28 | 1, 19, 49 8E, 40, 40B, 40E, 53, 58, 87, 87A, 88, 88A, 101B, 101E, 108E, 141, 150, 150B, 153, 154, 172, 173, 187, 188, 188E, 251, 251A, 251E, 272 689, 691, 710, 712, 715, 720, 722, 724, 725, 727, 731, 732, 734, 735, 736, 760, 762, 763, 764, 767, 770, 774, 775, 778, 779, 798, 799 S10 G10 S12 S30 G30 Z30 S34 S35 S36 S40 G40 Z40 S42 Z42 G43 G44 IC, EC, EN, sebesvonat, gyorsvonat, expresszvonat, |
| 0  | Zelk Zoltán út (Menyecske utca)     | 27 | 150, 150B, 153, 154, 251, 251A |
| 1  | Igmándi utca                        | 26 | 150, 150B, 153, 251, 251A |
| 2  | Őrmezei út                          | 25 | 150, 150B, 153, 251, 251A |
| 4  | Bolygó utca                         | 22 | 150, 150B, 153, 251, 251A |
| 5  | Olajfa utca                         | 22 | 150, 150B, 251, 251A, 251E |
| 6  | Kápolna út                          | 21 | 150, 150B, 251, 251A |
| 6  | Kelenvölgy-Péterhegy                | 20 | 150, 150B, 251, 251A, 251E 41 |
| 7  | Tordai út                           | 19 | 150, 150B, 251, 251A |
| 9  | Szabina út                          | 18 | 150, 150B, 251, 251A, 251E |
| ∫  | Jogar utca                          | 17 | |
| 10 | Hír utca                            | 17 | |
| 11 | Zöldike utca                        | 16 | |
| 12 | Szebeni utca                        | 15 | |
| 13 | Regényes utca                       | 14 | |
| 14 | Kiránduló utca                      | ∫  | |
| ∫  | Arany János utca                    | 13 | |
| 15 | Árpád utca                          | 12 | |
| 16 | Lőcsei utca                         | 11 | 58, 158 |
| 17 | Víg utca (Sporttelep)               | 10 | 58, 158 |
| 18 | Mező utca                           | ∫  | 58, 158 |
| ∫  | Budafoki temető                     | 9  | 58, 158 |
| ∫  | Kereszt utca                        | 8  | 58, 158 |
| 20 | Komló utca                          | ∫  | 58, 141, 158 |
| 22 | Tóth József utca                    | 6  | 33, 58, 114, 141, 158, 213, 214 |
| 24 | Városház tér                        | 5  | 33, 58, 114, 133E, 141, 158, 213, 214, 251, 251A, 251E 47, 56 S30 G30 S34 S35 S36 S40 S42 G43 G44 (Budafok megállóhely) |
| 25 | Savoyai Jenő tér                    | 4  | 33, 58, 114, 133E, 141, 158, 213, 214, 251, 251A, 251E 47, 56 |
| 26 | Leányka utcai lakótelep             | 2  | 33, 58, 114, 133E, 141, 158, 213, 214, 251 47, 56 |
| 30 | Savoya Park végállomás              | 0  | 33, 141, 158, 251 17, 48 |